# Kasejovice (nádraží)
Kasejovice je dopravna D3 v jižní části města Kasejovice v okrese Plzeň-jih v Plzeňském kraji nedaleko říčky Kopřivnice. Leží na neelektrizované jednokolejné trati Nepomuk–Blatná. Ve městě se dále nachází železniční zastávka Kasejovice zastávka (od roku 2016 bez osobní dopravy).

## Historie
Dne 11. června 1899 otevřela společnost Místní dráha Strakonice-Blatná-Březnice železniční spojení své trati ze Strakonic, odkud od roku 1868 procházela železnice v majetku společnosti Dráhy císaře Františka Josefa (KFJB), spojující Vídeň, České Budějovice a Plzeň, do Březnice, již železničně spojené s Pískem. Stanice v Kasejovicích byla otevřena ve stejném datu stejnou společností z Blatné do Nepomuku. Nově postavené městské nádraží vzniklo dle typizovaného stavebního vzoru. 
Provoz na trati zajišťovaly od zahájení Císařsko-královské státní dráhy (kkStB), po roce 1918 Československé státní dráhy (ČSD), místní dráha byla zestátněna roku 1925.

## Popis
Nachází se zde dvě nekrytá jednostranná nástupiště, k příchodu k vlakům slouží přechody přes koleje.
Typizovaná výpravní budova lokálkového typu je postavena podle plánů pro místní tratě spravované Železničním oddělením Zemského výboru království Českého. Výpravna je přízemní třítraktová budova se zvýšeným podkrovím v bočních křídlech.
Dalšími typizovanými objekty jsou skladiště s rampou a drážní vodárna, která byla v roce 2020 prohlášena kulturní památkou České republiky.